# Roslindale
Roslindale ist ein Stadtteil (neighborhood) der Stadt Boston im Bundesstaat Massachusetts in den Vereinigten Staaten.

## Geografie

### Ausdehnung des Stadtgebiets
Roslindale wird begrenzt durch die Stadtteile Jamaica Plain, Hyde Park, West Roxbury und Mattapan.

## Geschichte
Roslindale liegt 6 mi (9,66 km) südsüdwestlich des Stadtzentrums von Boston und gehörte ursprünglich zur eigenständigen Stadt Roxbury. Im Jahr 1851 spalteten sich das heutige Jamaica Plain, Roslindale und West Roxbury von Roxbury ab. 1873 beschlossen alle gemeinsam per Bürgerentscheid, sich der Stadt Boston anzuschließen.
In den 1860er Jahren wurde Roslindale aufgrund der dort befindlichen Kreuzung der Eisenbahnstrecke mit der South Street auch South Street Crossing genannt. Als das Gebiet jedoch um einen eigenen Postleitzahlbereich ersuchte, wurde der Name South Street Crossing von der Regierung als inakzeptabel eingestuft. John Pierce, ein weit gereister Bürger der Stadt, schlug daraufhin den Namen Roslindale vor, der ihn an die historische Stadt Roslin nahe Edinburgh in Schottland  erinnerte. Den Anhang dale (dtsch. Tal) fand Pierce mit Blick auf die umgebenden Hügel passend. So wurde dem United States Postal Service das zusammengesetzte Roslindale vorgeschlagen und formal akzeptiert.
Die Einwohnerzahl von Roslindale stieg mit der Entwicklung als Straßenbahnvorort stetig an. Die Eisenbahn wurde nach dem Sezessionskrieg errichtet und brachte neuen Schwung in die Entwicklung von Gewerbegebieten. Mit der Einführung von Pferdebahnen zwischen Forest Hills und Dedham in den 1880er Jahren wuchs der Stadtteil kontinuierlich weiter.
Am 14. März 1887 befuhr ein Zug der Boston & Providence Railroad, bestehend aus einer Lokomotive und neun Passagierwagen, in Fahrtrichtung Boston mit mehr als 200 Fahrgästen eine Brücke im heutigen Arnold-Arboretum an der Bussey Street, als diese unter dem Gewicht des Zugs zusammenbrach. Die letzten fünf Wagen stapelten sich übereinander, was 23 Tote und mehr als 100 Verletzte verursachte. Dieser Unfall gilt als eines der ersten großen Eisenbahnunglücke in den USA und trug dazu bei, dass Eisenbahnbrücken in den Vereinigten Staaten einer regelmäßigen Kontrolle unterliegen.
In den 1920er Jahren formte sich das auch heute noch vorherrschende Stadtbild um den mit Bäumen gesäumten Adams Park im Zentrum. Die Ränder des Stadtteils gehen fließend in die benachbarten Stadtteile über.

### Einwohnerentwicklung
Im Jahr 2010 lebten in Roslindale 49 % Weiße, 18 % Schwarze oder Afroamerikaner, 25 % Hispanics oder Latinos sowie 3 % Asiaten oder Pacific Islander.

## Kultur und Sehenswürdigkeiten

### Parks
Auf dem Gebiet des Stadtteils liegt ein Teil des Arnold-Arboretums.

## Wirtschaft und Infrastruktur

### Verkehr
In Roslindale verkehrt eine Linie der MBTA-Nahverkehrszüge, darüber hinaus ist der Stadtteil über mehrere Buslinien und die Orange Line im benachbarten Jamaica Plain an den ÖPNV angebunden.

### Bildung
In Roslindale betreibt die Boston Public Library eine Zweigstelle.

#### Elementary schools
Im Stadtteil gibt es folgende Elementary Schools:
- John D Philbrick
- George H Conley
- Charles Sumner
- Mozart
- Phineas Bates
- Dennis C Haley
- Children’s Learning Center

#### Middle schools
Im Stadtteil gibt es folgende Middle Schools:
- Sacred Heart School
- Edward Brooke Charter School
- Washington Irving Middle School

#### Einkaufsmöglichkeiten
Vor dem Boom von großen Shopping-Malls in den 1970er Jahren war der Roslindale Square ein großer Einkaufsbezirk, der von Einwohnern aus ganz Boston genutzt wurde. Nach mehreren Jahren leerer Schaufenster und ansteigendem Vandalismus während der folgenden 20 Jahre konnte sich der Roslindale Square in der jüngeren Vergangenheit als lokaler Einkaufsbezirk etablieren.

## Persönlichkeiten
- Paul Francis Anderson (1917–1987), Bischof von Duluth
- Paul Sally
- Joseph Abboud
- Martha Cahoon
- Steve DeOssie
- Walter Alden Dyer
- Charlotte Gilbertson
- T. Vincent Learson
- Mary McGrory
- Slaine
- Esoteric
- Skip Lockwood
- Billy West